# 에비나시
에비나시(일본어: 海老名市)는 일본 가나가와현 중앙부에 있는 시이다. 사가미강 동쪽 기슭에 위치한다. 서쪽으로 아쓰기시, 남쪽으로 사무카와정, 북쪽으로 자마시, 동쪽으로 아야세시와 접한다.

## 역사
에비나 지역은 고대부터 사람이 살았고 고훈 시대의 수많은 유적들이 있다. 이곳은 나라 시대의 고쿠분지와 사가미국의 국부가 있던 곳이다. 이곳은 가마쿠라 시대에 무사시국의 7개 무사 일족 중 하나인 요코야마씨의 본거지였다. 에도 시대에 에비나 주변 땅은 에도 막부의 직할령이었으나 실제로는 많은 하타모토들의 작은 영지와 사쿠라번, 가라스야마번의 고립된 영토들로 조각나 있었다.
메이지 유신 이후 지역은 고자군의 일부가 되었고 1889년 4월 1일에 행정상으로 에비나촌과 아리마촌으로 나뉘었다. 이 지역은 철도가 연결되어 1926년에는 사가미 철도가, 1927년에는 오다큐 전철이 경유하게 되었고 인구가 증가하였다. 그 결과 1940년에 에비나는 촌에서 정으로 승격하였다. 1955년에 아리마촌이 에비나정에 합병되었다. 에비나는 1971년 11월 1일에 시로 승격하였다. 1980년대와 1990년대의 도시 개발 계획으로 도시 중심가는 현대화되었다.

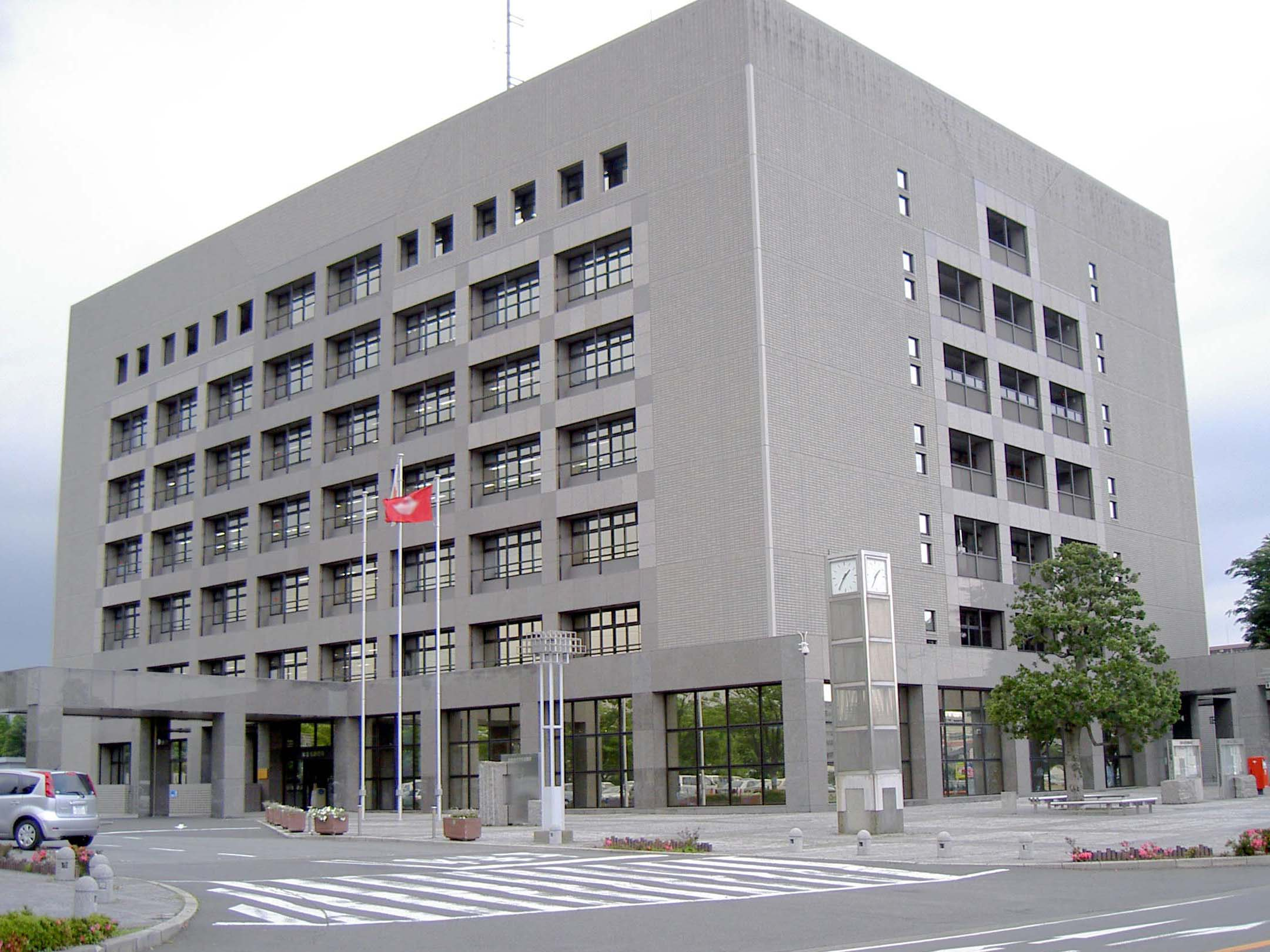
에비나시청

## 교통

### 철도
- 오다큐 전철 오다와라선
- 사가미 철도 본선
- 동일본 여객철도 사가미선

### 도로
- 도메이 고속도로
- 신토메이 고속도로
- 국도 246호선
- 국도 468호선

## 인구
| 연도 | 인구    | ±%      |
| ---- | ------- | ------- |
| 1920 | 8,891   | —       |
| 1930 | 10,051  | +13.0%  |
| 1940 | 10,552  | +5.0%   |
| 1950 | 15,549  | +47.4%  |
| 1960 | 17,938  | +15.4%  |
| 1970 | 44,492  | +148.0% |
| 1980 | 77,498  | +74.2%  |
| 1990 | 105,822 | +36.5%  |
| 2000 | 117,519 | +11.1%  |
| 2010 | 127,707 | +8.7%   |
| 2020 | 136,516 | +6.9%   |

## 기후
| 에비나시의 기후                                              | 에비나시의 기후 | 에비나시의 기후 | 에비나시의 기후 | 에비나시의 기후 | 에비나시의 기후 | 에비나시의 기후 | 에비나시의 기후 | 에비나시의 기후 | 에비나시의 기후 | 에비나시의 기후 | 에비나시의 기후 | 에비나시의 기후 | 에비나시의 기후 |
| 월                                                           | 1월             | 2월             | 3월             | 4월             | 5월             | 6월             | 7월             | 8월             | 9월             | 10월            | 11월            | 12월            | 연간            |
| ------------------------------------------------------------ | --------------- | --------------- | --------------- | --------------- | --------------- | --------------- | --------------- | --------------- | --------------- | --------------- | --------------- | --------------- | --------------- |
| 역대 최고 기온 °C (°F)                                       | 20.3 (68.5)     | 25.3 (77.5)     | 25.2 (77.4)     | 31.0 (87.8)     | 33.4 (92.1)     | 37.6 (99.7)     | 37.9 (100.2)    | 38.1 (100.6)    | 37.6 (99.7)     | 33.4 (92.1)     | 26.6 (79.9)     | 24.4 (75.9)     | 38.1 (100.6)    |
| 일평균 최고 기온 °C (°F)                                     | 10.6 (51.1)     | 11.4 (52.5)     | 14.4 (57.9)     | 19.4 (66.9)     | 23.8 (74.8)     | 26.3 (79.3)     | 30.1 (86.2)     | 31.6 (88.9)     | 27.9 (82.2)     | 22.6 (72.7)     | 17.6 (63.7)     | 13.0 (55.4)     | 20.7 (69.3)     |
| 일일 평균 기온 °C (°F)                                       | 4.7 (40.5)      | 5.7 (42.3)      | 9.1 (48.4)      | 14.1 (57.4)     | 18.6 (65.5)     | 21.9 (71.4)     | 25.7 (78.3)     | 26.9 (80.4)     | 23.3 (73.9)     | 17.9 (64.2)     | 12.3 (54.1)     | 7.1 (44.8)      | 15.6 (60.1)     |
| 일평균 최저 기온 °C (°F)                                     | −0.6 (30.9)     | 0.3 (32.5)      | 3.9 (39.0)      | 8.8 (47.8)      | 13.9 (57.0)     | 18.3 (64.9)     | 22.2 (72.0)     | 23.2 (73.8)     | 19.7 (67.5)     | 14.0 (57.2)     | 7.7 (45.9)      | 1.9 (35.4)      | 11.1 (52.0)     |
| 역대 최저 기온 °C (°F)                                       | −7.7 (18.1)     | −8.9 (16.0)     | −5.6 (21.9)     | −2.7 (27.1)     | 4.2 (39.6)      | 9.9 (49.8)      | 14.2 (57.6)     | 16.7 (62.1)     | 10.6 (51.1)     | 2.0 (35.6)      | −1.5 (29.3)     | −7.3 (18.9)     | −8.9 (16.0)     |
| 평균 강수량 mm (인치)                                        | 67.3 (2.65)     | 67.0 (2.64)     | 143.9 (5.67)    | 152.9 (6.02)    | 156.9 (6.18)    | 178.2 (7.02)    | 191.2 (7.53)    | 159.7 (6.29)    | 254.2 (10.01)   | 240.9 (9.48)    | 103.2 (4.06)    | 67.2 (2.65)     | 1,760.9 (69.33) |
| 평균 강수일수 (≥ 1.0 mm)                                     | 5.3             | 6.0             | 10.1            | 9.8             | 10.1            | 12.1            | 11.2            | 9.0             | 12.3            | 10.6            | 7.7             | 5.4             | 109.6           |
| 평균 월간 일조시간                                           | 190.8           | 168.2           | 166.5           | 175.0           | 178.4           | 123.2           | 156.7           | 189.8           | 132.4           | 133.2           | 150.5           | 179.7           | 1,946.9         |
| 출처: 일본 기상청 (평년값: 1991년~2020년, 극값: 1978년~현재) |                 |                 |                 |                 |                 |                 |                 |                 |                 |                 |                 |                 |                 |